# Världsmästerskapet i bandy för herrar
Världsmästerskapet i bandy för herrar är världsmästerskapstävlingar i bandy som anordnas av det högsta bandyförbundet FIB, öppna för landslag från hela världen. Den internationella "bandyfamiljen" har alltmer börjat växa, under 1970- och 80-talen till USA och Kanada, under 1990-talet till Östeuropa och i 2000-talet till Asien.

## Historia
Trots att bandy spelats sedan slutet på 1800-talet så dröjde det ända till 1957 innan det första världsmästerskapet spelades. Men det spelades flera landslagsturneringar före VM.
Bandy spelades som uppvisningsport vid olympiska vinterspelen 1952 i Oslo. 
1954 spelades en fyrnationersturnering i Moskva där Sovjet var med för första gången. Turneringen, som vanns av Sverige, kan räknas som ett slags för-VM. Länderna hade en del olika regler före turneringen. Regler jämkades ihop. Bland annat introducerades sargen i Norden.
1957 började man att kora  världsmästare i bandy på herrsidan. Åren 1961-1983 deltog bara fyra länder; Finland, Norge, Sovjetunionen och Sverige. Norge ställde inte upp första gången, ej heller 1969. Norge hade tänkt att delta 1957, men på grund av Sovjets inmarsch i Ungern vid Ungernrevolten året innan så bojkottades VM då man inte ville spela mot Sovjet; Norge bojkottade även VM 1969 då Sovjet gick in i dåvarande Tjeckoslovakien i samband med Pragvåren det året. Sovjetunionen vann alla turneringar fram till att Sverige bröt trenden 1981. 1985 blev USA femte land genom tiderna att delta i världsmästerskapet i bandy. Sedan dess har antalet länder blivit än fler, särskilt efter Sovjetunionens upplösning. De länder som har tillkommit är Kanada, Nederländerna, Ungern, Ryssland, Kazakstan, Vitryssland, Estland, Mongoliet, Lettland, Kirgizistan, Japan, Tyskland, Ukraina, Somalia och Kina. 
Armenien och Litauen meddelade deltagande till 2011. Australien var till och med anmält. Så var även fallet med Litauen 2012. Inget av det infriades dock.
Länder som har meddelat intresse att delta i framtida mästerskap är Danmark, Schweiz, Armenien och Polen.
2004 fick bandyn sitt tredje världsmästarland genom tiderna, Finland (fjärde, om Sovjetunionen och Ryssland räknas som separata från varandra).
Världsmästerskapet i bandy för herrar avgjordes från början via gruppspel, men år 1983 infördes istället finalmatch och bronsmatch, medan semifinalspelet introducerades 1991. Från 1991 har de flesta turneringarna, på grund av de stora klasskillnaderna mellan de bästa och de sämsta lagen, spelats i en A- och en B-grupp. 2012 infördes en C-grupp och 2014 därtill en D-grupp, mycket beroende på de stora klasskillnaderna mellan lagen.
Turneringen spelades första gången 1957, andra gången 1961 och därefter återkom turneringen vartannat år. I oktober 2002 bestämdes det att världsmästerskapet i bandy skall spelas varje år på herrsidan, vilket har gällt från och med VM 2003.
Turneringen har alltid spelats någon gång mellan januari och april. Det har diskuterats att regelmässigt förlägga turneringen sent på säsongen när de nationella klubblagstävlingarna är avslutade. Efter världsmästerskapet för herrar 2007 hotade flera elitklubbar i Sverige att i fortsättningen inte skicka spelare till herrarnas världsmästerskap om turneringen spelas mitt i säsongen . Fast världsmästerskapet 2008 också spelades mitt i den svenska säsongen blev det aldrig någon bojkott. Några år senare förlades visserligen världsmästerskapet 2015 så att det skulle spelas efter de nationella seriernas slut, men därefter har man återgått till tidigare ordning och spelat VM i januari/februari.

### Deltagande nationer
| Nation         | Mästerskapsdebut | Senaste mästerskapet | Antal VM |
| -------------- | ---------------- | -------------------- | -------- |
| Sovjetunionen  | 1957             | 1991                 | 17       |
| Sverige        | 1957             | 2025                 | 41       |
| Finland        | 1957             | 2025                 | 41       |
| Norge          | 1961             | 2025                 | 39       |
| USA            | 1985             | 2025                 | 28       |
| Nederländerna  | 1991             | 2025                 | 23       |
| Kanada         | 1991             | 2019                 | 16       |
| Ungern         | 1991             | 2025                 | 23       |
| Ryssland       | 1993             | 2019                 | 22       |
| Kazakstan      | 1995             | 2023                 | 22       |
| Belarus        | 2001             | 2019                 | 15       |
| Estland        | 2003             | 2019                 | 15       |
| Mongoliet      | 2006             | 2020                 | 11       |
| Lettland       | 2007             | 2020                 | 12       |
| Japan          | 2012             | 2020                 | 9        |
| Kirgizistan    | 2012             | 2012                 | 1        |
| Ukraina        | 2013             | 2020                 | 7        |
| Somalia        | 2014             | 2020                 | 7        |
| Tyskland       | 2014             | 2025                 | 8        |
| Kina           | 2015             | 2019                 | 5        |
| Tjeckien       | 2016             | 2023                 | 5        |
| Schweiz        | 2019             | 2025                 | 4        |
| Storbritannien | 2019             | 2025                 | 2        |

#### Medlemsländer som inte har deltagit i VM
Medlemsländer i Federation of International Bandy som ännu inte gjort mästerskapsdebut. I vissa av länderna spelas bandy huvudsakligen som rekreationssport utan nationella tävlingsserier.

- Afghanistan
- Argentina
- Armenien
- Australien
- Danmark
- Indien
- Irland
- Italien
- Litauen
- Polen
- Serbien

## Resultat

### 1957–1981
VM spelades som en rak serie där seriesegraren blev världsmästare.
De första fem turneringarna spelades som en enkelserie, därefter möttes alla lag två gånger.
| År   | Värdnation    | Vinnare       | Tvåa          | Trea    | Fyra    |
| ---- | ------------- | ------------- | ------------- | ------- | ------- |
| 1957 | Finland       | Sovjetunionen | Finland       | Sverige |         |
| 1961 | Norge         | Sovjetunionen | Sverige       | Finland | Norge   |
| 1963 | Sverige       | Sovjetunionen | Finland       | Sverige | Norge   |
| 1965 | Sovjetunionen | Sovjetunionen | Norge         | Sverige | Finland |
| 1967 | Finland       | Sovjetunionen | Finland       | Sverige | Norge   |
| 1969 | Sverige       | Sovjetunionen | Sverige       | Finland |         |
| 1971 | Sverige       | Sovjetunionen | Sverige       | Finland | Norge   |
| 1973 | Sovjetunionen | Sovjetunionen | Sverige       | Finland | Norge   |
| 1975 | Finland       | Sovjetunionen | Sverige       | Finland | Norge   |
| 1977 | Norge         | Sovjetunionen | Sverige       | Finland | Norge   |
| 1979 | Sverige       | Sovjetunionen | Sverige       | Finland | Norge   |
| 1981 | Sovjetunionen | Sverige       | Sovjetunionen | Finland | Norge   |

### 1983–
Efter inledande seriespel avgör en utslagsdel med avslutande final vilket land som blir världsmästare.
| År        | Värdnation      | Final                                                                                                  | Final                                                                                                  | Final                                                                                                  | Match om tredjepris                                                                                    | Match om tredjepris                                                                                    | Match om tredjepris                                                                                    |
| År        | Värdnation      | Vinnare                                                                                                | Resultat                                                                                               | Tvåa                                                                                                   | Trea                                                                                                   | Resultat                                                                                               | Fyra                                                                                                   |
| --------- | --------------- | --- | --- | --- | --- | --- | --- |
| 1983      | Finland         | Sverige                                                                                                | 9–3 | Sovjetunionen                                                                                          | Finland                                                                                                | 4–1 | Norge                                                                                                  |
| 1985      | Norge           | Sovjetunionen                                                                                          | 5–4 | Sverige                                                                                                | Finland                                                                                                | 6–2 | Norge                                                                                                  |
| 1987      | Sverige         | Sverige                                                                                                | 7–2 | Finland                                                                                                | Sovjetunionen                                                                                          | 11–30                                                                                                  | Norge                                                                                                  |
| 1989      | Sovjetunionen   | Sovjetunionen                                                                                          | 12–20                                                                                                  | Finland                                                                                                | Sverige                                                                                                | 6–0 | Norge                                                                                                  |
| 1991      | Finland         | Sovjetunionen                                                                                          | 4–3 | Sverige                                                                                                | Finland                                                                                                | 8–0 | Norge                                                                                                  |
| 1993      | Norge           | Sverige                                                                                                | 8–0 | Ryssland                                                                                               | Norge                                                                                                  | 5–3 | Finland                                                                                                |
| 1995      | USA             | Sverige                                                                                                | 6–4 | Ryssland                                                                                               | Finland                                                                                                | 3–2 | Kazakstan                                                                                              |
| 1997      | Sverige         | Sverige                                                                                                | 10–50                                                                                                  | Ryssland                                                                                               | Finland                                                                                                | 9–3 | Kazakstan                                                                                              |
| 1999      | Ryssland        | Ryssland                                                                                               | 5–0 | Finland                                                                                                | Sverige                                                                                                | 9–1 | Norge                                                                                                  |
| 2001      | Finland Sverige | Ryssland                                                                                               | 6–1 | Sverige                                                                                                | Finland                                                                                                | 3–2 | Kazakstan                                                                                              |
| 2003      | Ryssland        | Sverige                                                                                                | 5–4 | Ryssland                                                                                               | Kazakstan                                                                                              | 4–1 | Finland                                                                                                |
| 2004      | Sverige Ungern  | Finland                                                                                                | 5–4 | Sverige                                                                                                | Ryssland                                                                                               | 5–2 | Kazakstan                                                                                              |
| 2005      | Ryssland        | Sverige                                                                                                | 5–2 | Ryssland                                                                                               | Kazakstan                                                                                              | 5–3 | Finland                                                                                                |
| 2006      | Sverige         | Ryssland                                                                                               | 3–2 | Sverige                                                                                                | Finland                                                                                                | 7–4 | Kazakstan                                                                                              |
| 2007      | Ryssland        | Ryssland                                                                                               | 3–1 | Sverige                                                                                                | Finland                                                                                                | 5–4 | Kazakstan                                                                                              |
| 2008      | Ryssland        | Ryssland                                                                                               | 6–1 | Sverige                                                                                                | Finland                                                                                                | 8–3 | Kazakstan                                                                                              |
| 2009      | Sverige         | Sverige                                                                                                | 6–1 | Ryssland                                                                                               | Finland                                                                                                | 7–5 | Kazakstan                                                                                              |
| 2010      | Ryssland        | Sverige                                                                                                | 6–5 | Ryssland                                                                                               | Finland                                                                                                | 4–3 | Kazakstan                                                                                              |
| 2011      | Ryssland        | Ryssland                                                                                               | 6–1 | Finland                                                                                                | Sverige                                                                                                | 14–30                                                                                                  | Kazakstan                                                                                              |
| 2012      | Kazakstan       | Sverige                                                                                                | 5–4 | Ryssland                                                                                               | Kazakstan                                                                                              | 10–50                                                                                                  | Finland                                                                                                |
| 2013      | Sverige         | Ryssland                                                                                               | 4–3 | Sverige                                                                                                | Kazakstan                                                                                              | 6–3 | Finland                                                                                                |
| 2014      | Ryssland        | Ryssland                                                                                               | 3–2 | Sverige                                                                                                | Kazakstan                                                                                              | 5–3 | Finland                                                                                                |
| 2015      | Ryssland        | Ryssland                                                                                               | 5–3 | Sverige                                                                                                | Kazakstan                                                                                              | 8–6 | Finland                                                                                                |
| 2016      | Ryssland        | Ryssland                                                                                               | 6–1 | Finland                                                                                                | Sverige                                                                                                | 4–0 | Kazakstan                                                                                              |
| 2017      | Sverige         | Sverige                                                                                                | 4–3 | Ryssland                                                                                               | Finland                                                                                                | 11–1                                                                                                   | Norge                                                                                                  |
| 2018      | Kina Ryssland   | Ryssland                                                                                               | 5–4 | Sverige                                                                                                | Finland                                                                                                | 8–4 | Kazakstan                                                                                              |
| 2019      | Sverige         | Ryssland                                                                                               | 6–5 | Sverige                                                                                                | Finland                                                                                                | 8–2 | Kazakstan                                                                                              |
| 2020–2022 | Ryssland        | A-VM inställt 2020–2021 på grund av coronapandemin samt 2022 på grund av Rysslands invasion av Ukraina | A-VM inställt 2020–2021 på grund av coronapandemin samt 2022 på grund av Rysslands invasion av Ukraina | A-VM inställt 2020–2021 på grund av coronapandemin samt 2022 på grund av Rysslands invasion av Ukraina | A-VM inställt 2020–2021 på grund av coronapandemin samt 2022 på grund av Rysslands invasion av Ukraina | A-VM inställt 2020–2021 på grund av coronapandemin samt 2022 på grund av Rysslands invasion av Ukraina | A-VM inställt 2020–2021 på grund av coronapandemin samt 2022 på grund av Rysslands invasion av Ukraina |

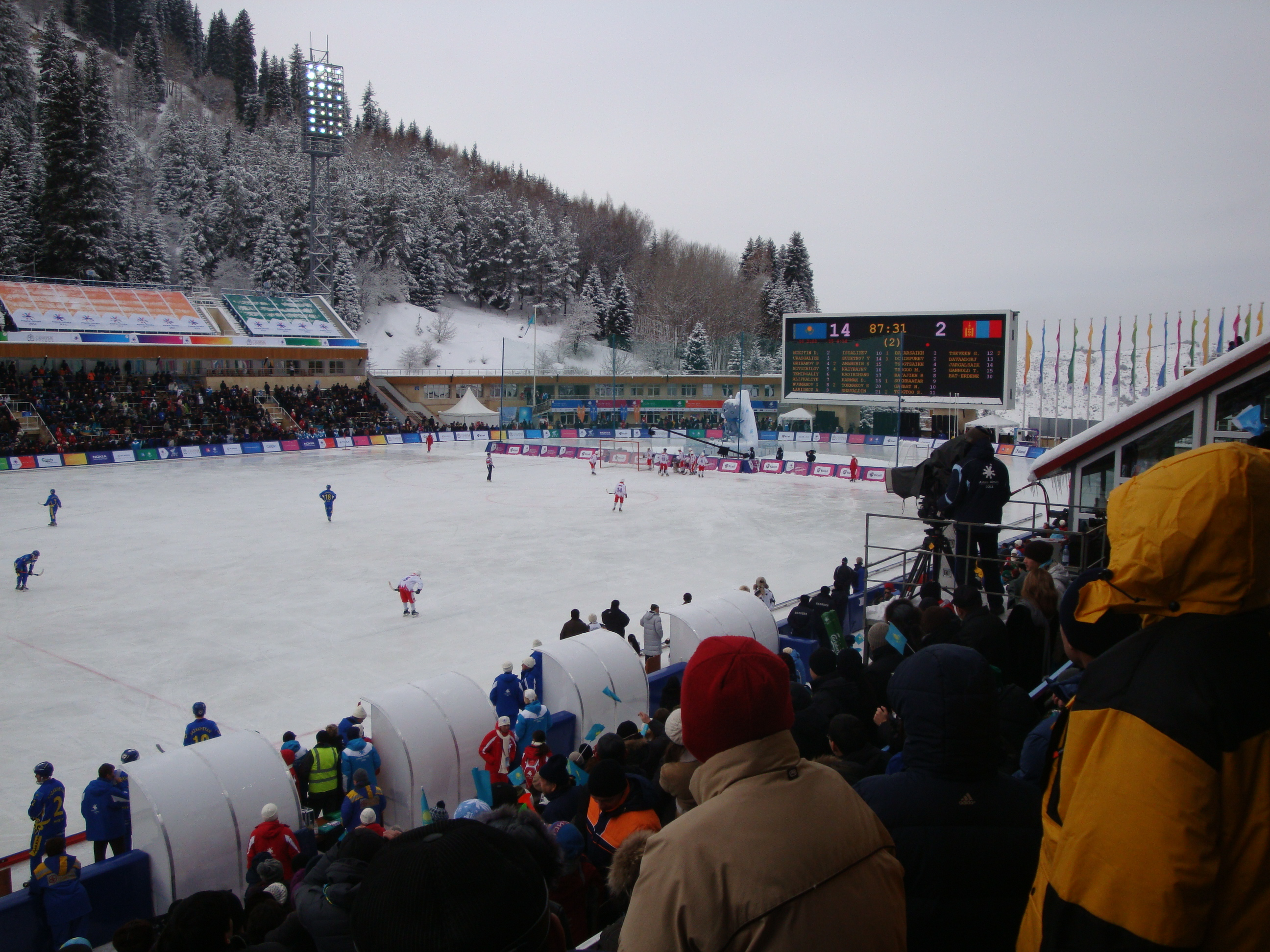
Medeo var huvudarena för VM 2012

| 2023      | Sverige         | Sverige                                                                                                | 3–1 | Finland                                                                                                | Norge                                                                                                  | 5–1 | Kazakstan                                                                                              |
| 2025      | Sverige         | Sverige                                                                                                | 5–3 | Finland                                                                                                | Norge                                                                                                  | 12–1                                                                                                   | USA |

### Medaljfördelning
Medaljfördelning herrar 1957–2025.

Ländernas placering i listorna avgörs av:

1. Antal guldmedaljer.

2. Antal silvermedaljer.

3. Antal bronsmedaljer.

4. Bokstavsordning (förändrar dock inte landets ranking).
| Land                    | Guld | Silver | Brons |
| ----------------------- | ---- | ------ | ----- |
| Sovjetunionen/ Ryssland | 26   | 11     | 2     |
| Sverige                 | 14   | 19     | 8     |
| Finland                 | 1    | 10     | 22    |
| Norge                   | -    | 1      | 3     |
| Kazakstan               | -    | -      | 6     |

### B-VM
Placeringar i gruppen 1991-2019 (efter placeringsmatcher)
| Land           | 1:a | 2:a | 3:a |
| -------------- | --- | --- | --- |
| USA            | 8   | 2   | -   |
| Vitryssland    | 4   | 1   | -   |
| Kanada         | 2   | 9   | 1   |
| Lettland       | 2   | 2   | 2   |
| Estland        | 1   | 2   | 2   |
| Nederländerna  | 1   | -   | 4   |
| Kazakstan      | 1   | -   | -   |
| Tyskland       | 1   | -   | -   |
| Ungern         | -   | 2   | 8   |
| Storbritannien | -   | 1   | -   |
| Mongoliet      | -   | -   | 1   |

### C-VM

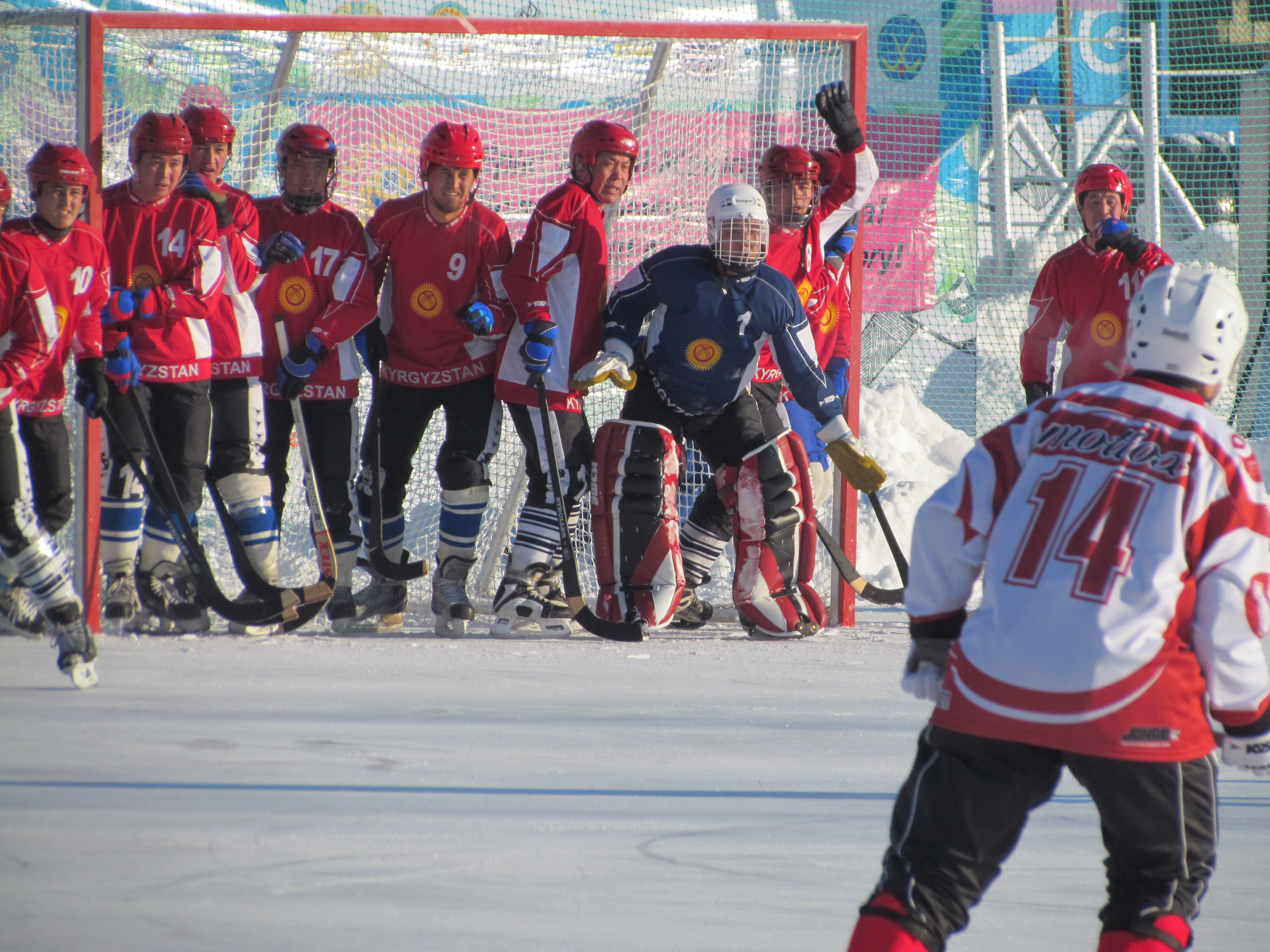
Match mellan Kirgizistan - Japan i C-VM 2012.

Placeringar i gruppen 2012-2012
| Land        | 1:a | 2:a | 3:a |
| ----------- | --- | --- | --- |
| Estland     | 1   | -   | -   |
| Japan       | -   | 1   | -   |
| Kirgizistan | -   | -   | 1   |

### Skyttekungar (A-VM)
- 1957 – 3 mål: Alpo Aho, Finland, Valentin Atamanytjev och Jevgenij Papugin, Sovjet
- 1961 – 3 mål: Valerij Maslov och Michail Osintsev, Sovjet, Ole Martinsen, Norge, och Tauno Timoska, Finland
- 1963 – 5 mål: Valentin Atamanytjev (2) och Jevgenij Papugin, Sovjet (2)
- 1965 – 5 mål: Nikolaj Durakov, Sovjet
- 1967 – 4 mål: Seppo Rounja, Finland
- 1969 – 5 mål: Anatolij Frolov, Sovjet
- 1971 – 6 mål: Kalevi Pirkola, Finland
- 1973 – 12 mål: Anatolij Frolov, Sovjet (2)
- 1975 – 12 mål: Valerij Botjkov, Sovjet
- 1977 – 7 mål: Bengt Ramström, Sverige, och Valerij Eichvald, Sovjet
- 1979 – 13 mål: Sergej Lomanov, Sovjet
- 1981 – 13 mål: Sergej Lomanov, Sovjet (2)
- 1983 – 7 mål: Andrej Pasjkin, Sovjet
- 1985 – 6 mål: Bengt Ramström, Sverige (2), och Leo Segerman, Finland
- 1987 – 11 mål: Aleksandr Tsyganov, Sovjet
- 1989 – 9 mål: Nikolaj Pazdnikov, Sovjet
- 1991 – 7 mål: Jonas Claesson, Sverige
- 1993 – 10 mål: Jonas Claesson, Sverige (2)
- 1995 – 10 mål: Jonas Claesson, Sverige (3)
- 1997 – 15 mål: Jonas Claesson, Sverige (4)
- 1999 – 13 mål: Hans Åström, Sverige
- 2001 – 21 mål: Michael Carlsson, Sverige
- 2003 – 12 mål: Michael Carlsson, Sverige (2)
- 2004 – 10 mål: Ari Holopainen, Finland
- 2005 – 18 mål: Sergej Obuchov, Ryssland[6]
- 2006 – 13 mål: Sergej Obuchov, Ryssland (2)[7]
- 2007 – 15 mål: David Karlsson, Sverige[8]
- 2008 – 15 mål: Jevgenij Ivanusjkin, Ryssland[9]
- 2009 – 14 mål: Jevgenij Ivanusjkin, Ryssland (2)[10]
- 2010 – 12 mål: Pavel Ryazantsev, Ryssland[11]
- 2011 – 12 mål: Sergej Lomanov Jr, Ryssland
- 2012 – 12 mål: Jevgenij Ivanusjkin, Ryssland (3)
- 2013 – 21 mål: Patrik Nilsson, Sverige[12]
- 2014 – 12 mål: Christoffer Edlund, Sverige
- 2015 – 15 mål: Andrej Kabanov, Vitryssland[13]
- 2016 – 16 mål: Christoffer Edlund, Sverige (2), och Andrej Kabanov, Vitryssland (2)
- 2017 – 17 mål: Nikolai Rustad Jensen, Norge
- 2018 – 21 mål: Rauan Issaliev, Kazakstan
- 2019 – 13 mål: Felix Callander, Norge
- 2020 –
- 2023 – 12 mål: Christoffer Edlund, Sverige (3)
- 2025 – 18 mål: Martin Landström, Sverige

Källor:  (1961-2004)